# Crustumerium

La localisation de Crustumerium et son territoire (en rouge) au dans le Latium vetus.

Crustumerium (ou Crustuminum, Crustumeria, Crustumeri, Crustumium) est une ancienne ville du Latium vetus, capitale du peuple des Crustuminiens. Pline l'Ancien la cite parmi les villes disparues.

## Toponymie
Dans les citations de sources anciennes, la localité porte différents noms : Tite Live la nomme Crustumeria ou Crustumerium, Virgile cite le nom de Crustumeri et Silius Italicus celui de Crustumium.

## Histoire
Selon Denys d'Halicarnasse, Crustumerium est fondée avant Rome, par la population latine d'Albe la Longue. Virgile la mentionne dans l'Énéide parmi les cinq villes impliquées dans la fabrication d'armes que les peuples de l'Italie centrale doivent utiliser pour combattre Énée et Tite-Live la cite dans l'épisode de l'enlèvement des Sabines, mais cela n'implique pas nécessairement qu'il puisse s'agir d'une cité sabine.
Dans l'histoire semi-légendaire de la Rome primitive, les Crustuminiens sont un des peuples participant à un festival équestre de Neptune organisé par Romulus. Lors ce festival, les hommes romains saisissent les jeunes femmes parmi les spectateurs, un événement connu sous le nom d'enlèvement des Sabines. Ensuite, selon Tite-Live et Denys d'Halicarnasse, les Crustuminiens commencent les hostilités. Les Romains ripostent et capturent Crustumerium. Une colonie romaine y est envoyée par Romulus et de nombreux citoyens de la ville migrent à Rome. Plus de colons romains préfèrent aller à Crustumerium que dans deux autres villes, Antemnae et Caenina, en raison de la fertilité du sol,.
La prise de la ville permet aux Romains d'assurer le contrôle de la voie romaine reliant Rome à Véies et l’Étrurie.
D'après Tite-Live, la ville s'est révoltée plus tard pour devenir une partie de la Ligue latine, qui est entrée en guerre contre Rome durant le règne du roi Tarquin l'Ancien. Crustumerium est l'une des nombreuses villes conquises par Tarquin. Contrairement à Apiolae, rasée et dont les survivants sont ramenés à Rome en tant qu'esclaves, Crustumerium est épargnée car elle a ouvert ses portes à l'armée romaine sans se battre.
En 499 av. J.-C., les consuls Caius Veturius Geminus Cicurinus et Titus Aebutius Helva prennent la ville pour Rome.
En 494 av. J.-C., la garnison romaine stationnée dans la ville signale au Sénat de l'agitation chez les Sabins, ce qui semble être un prélude à une attaque sur Rome.
La tribu Crustumina ou Clustumina est formée en 471 av. J.-C..
En 468 av. J.-C., la campagne autour de Crustumium est sérieusement pillée par les Sabins, qui, lors de leurs raids sont arrivés jusqu'à la porte Colline, avant d'être repoussés par les Romains, menés par Quintus Servilius Priscus.
Le centre a progressivement décliné à partir de la fin de l'époque royale et n'existe probablement plus après la conquête romaine de Véies, vers les premières années du IVe siècle av. J.-C.

## Archéologie
Le site de Crustumerium est identifié vers 1970, les premières fouilles sont effectuées par le service de Surintendance de Rome en 1982 et la nécropole est fouillée à partir de 1987 dans la localité de Marcigliana, au nord de la Rome moderne le long de la via Salaria, non loin de Settebagni.
Les fouilles menées dans la région ont permis de mettre au jour une route monumentale qui traverse la ville, des vestiges de fortifications et, autour de la colonie, de nombreuses tombes d'un grand intérêt, avec des tenues datant du début de l'Âge du fer et des poteries, dont certaines ont des portraits peints en blanc d'une qualité remarquable.
Seulement partiellement fouillé, le site, peu densément peuplé, couvre une superficie de quelque 60 hectares,.

## Annexe

#### Fonds ancien
- Denys d'Halicarnasse, Antiquités romaines. .
- Pline l'Ancien, Histoire naturelle. .
- Tite-Live, Ab Urbe condita libri (lire sur Wikisource). .
- Virgile, Énéide. .

#### Ouvrages
- (en + it) Peter A.J. Attema, Francesco Di Gennaro et Eero Jarva, Crustumerium : ricerche internazionali in un centro latino = Crustumerium : archaeology and identity of a latin settlement near Rome, Groningue, University of Groningen et Groningen Institute of Archaeology, 2013, 147 p. (ISBN 978-94-91431-20-3, lire en ligne).
- (it) Francesco di Gennaro, Primi risultati degli scavi nella necropoli di Crustumerium. Tre complessi funerari della fase IVa, in Archeologia Laziale IX (QuadAEI, 16), Rome, 1988.
- (it) Francesco Di Gennaro, Itinerario di visita a Crustumerium, Rome, S&M Studio, 1999, 31 p..
- (en) Fredrik Fahlander et Terje Oestigaard, The materiality of death : bodies, burials, beliefs, Oxford, Archaeopress, 2008, 160 p. (ISBN 978-1-4073-0257-7), « Ritual and remembrance at archaic Crustumerium ».
- (it) Lorenzo Quilici et Stefania Quilici Gigli, Crustumerium, Rome, Consiglio Nazionale delle Ricerche, 1980, 325 p..
- (en) Elizabeth C. Robinson, Papers on Italian urbanism in the first millennium B.C, Portsmouth, Journal of Roman Archaeology, 2014, 242 p. (ISBN 978-0-9913730-1-7).
- (it) Paolo Togninelli, Tra Eretum, Nomentum E Crustumerium : Antiche Modalita Insediative Nel Territorio Di Monterotondo, Rome, L'Erma di Bretschneider, 2013, 256 p. (ISBN 978-88-913-0473-5).

#### Articles
- (it) Angelo Amoroso, « Nuovi dati per la conoscenza dell'antico centro di Crustumerium », Archeologia Classica, no 53,‎ 2002, p. 286-329.
- (it) Pietro Barbina, Barbara Barbaro et Maria Rosaria Borzetti, « L'abitato di Crustumerium: nuove acquisizioni », Institutum Romanum Finlandiae,‎ 2007 (lire en ligne, consulté le 31 juillet 2018).
- (it) Francesco di Gennaro, « Crustumerium - Ricerche del 1982 », Bullettino della Commissione Archeologica Comunale di Roma, XCII, 2, 1987-1988 [1990], Rome,‎ 1990, p. 467-468.
- Hermon Ethella, « Réflexions sur la propriété à l'époque royale », Mélanges de l'école française de Rome, t. 90, no 1,‎ 1978, p. 7-31 (DOI 10.3406/mefr.1978.1138).